# San Felice eremita
San Felice eremita (Portogallo, ... – Portogallo, IX secolo) è stato un santo portoghese.
Felice era un pescatore di Villa Mendo, un'antica villa romana, esistente fino ai primi tempi del Regno di Portogallo e che fu riscoperta nel XX secolo, essendo rimasta sepolta sotto le dune di sabbia a  Póvoa de Varzim.

## Agiografia
La vita di Felice è leggendaria. Viveva in una famiglia di pescatori e, secondo la leggenda, non riusciva a catturare pesci, il che faceva infuriare i suoi genitori. Perciò egli lasciò la famiglia e si sistemò in romitaggio sulla collina più alta della zona, che oggi è conosciuta come Monte San Felice. Durante il medioevo era nota come Monte Lanudos.
Con una certa frequenza Felice vedeva nell'oscurità della notte, dalla collina, una luce. Curioso, si recò ad indagare e scoprì la salma di san Pietro di Rates. In quel luogo fu poi eretta una chiesa dedicata a san Pietro di Rates, ove la salma fu tenuta fino al 1552, quando fu traslata nella cattedrale di Braga.

## Venerazione
A san Felice fu dedicata una chiesa sulla sommità della collina e la sua memoria viene celebrata ogni primo sabato di settembre nella parrocchia di Laundos, nel territorio di Póvoa de Varzim.